# Martti Lappalainen
Martti Lappalainen   (Liperi, 11 d'abril de 1902 - Carèlia Oriental, 6 d'octubre de 1941) va ser un esquiador de fons finlandès que va competir durant les dècades de 1920 i 1930. Era germà del també esquiador Tauno Lappalainen.
Durant la seva carrera esportiva va prendre part en els Jocs Olímpics d'Hivern de 1928 i 1932. El 1924 fou convocat per participar en els Jocs de Chamonix, però a darrera hora fou substituït per un company i no va participar en la prova de patrulla militar. Als Jocs de 1928 fou setè en la cursa dels 18 quilòmetres i novè en la dels 50 quilòmetres del programa d'esquí de fons. Als Jocs de 1932 fou quart en la cursa dels 18 quilòmetres, mentre en la dels 50 quilòmetres abandonà.
En el seu palmarès destaquen dues medalles al Campionat del Món d'esquí nòrdic, una d'or i una de bronze, ambdues el 1934, així com la cursa dels 50 quilòmetres al Festival d'Esquí Holmenkollen de 1928.
Lappalainen morí al camp de batalla durant la Segona Guerra Mundial.